# Winter World University Games 2025/Freestyle-Skiing
Bei den Winter World University Games 2025 wurden zehn Wettkämpfe im Freestyle-Skiing ausgetragen.

## Bilanz

### Medaillenspiegel
| Platz  | Land               | 00 | 00 | 00 | Gesamt |
| ------ | ------------------ | -- | -- | -- | ------ |
| 1      | Frankreich         | 3  | –  | 2  | 5      |
| 2      | Kasachstan         | 2  | 2  | –  | 4      |
| 3      | Japan              | 1  | 3  | 2  | 6      |
| 4      | Slowenien          | 1  | –  | 1  | 2      |
| 5      | Finnland           | 1  | –  | –  | 1      |
| 5      | Italien            | 1  | –  | –  | 1      |
| 5      | Schweden           | 1  | –  | –  | 1      |
| 8      | Ukraine            | –  | 2  | –  | 1      |
| 9      | Estland            | –  | 1  | –  | 1      |
| 9      | Großbritannien     | –  | 1  | –  | 1      |
| 9      | Österreich         | –  | 1  | –  | 1      |
| 12     | Kanada             | –  | –  | 2  | 2      |
| 13     | Deutschland        | –  | –  | 1  | 1      |
| 13     | Tschechien         | –  | –  | 1  | 1      |
| 13     | Vereinigte Staaten | –  | –  | 1  | 1      |
| Gesamt | Gesamt             | 10 | 10 | 10 | 30     |

### Medaillengewinner

#### Männer
| Disziplin   | Gold              | Silber         | Bronze           |
| ----------- | ----------------- | -------------- | ---------------- |
| Moguls      | Akseli Ahvenainen | Shugo Kanno    | Quinn Dawson     |
| Dual Moguls | Shima Kawaoka     | Anton Bondarew | Jackson Crockett |
| Skicross    | Erik Wahlberg     | Sora Sasaoka   | Yamato Asakawa   |
| Big Air     | Klemen Vidmar     | Oleh Bojko     | Marek Krčál      |
| Slopestyle  | Hugo Picquet      | Stefan Sorokin | Klemen Vidmar    |

#### Frauen
| Disziplin   | Gold                | Silber            | Bronze        |
| ----------- | ------------------- | ----------------- | ------------- |
| Moguls      | Anastassija Gorodko | Haruka Nakao      | Hanna Weese   |
| Dual Moguls | Anastassija Gorodko | Ayaulym Amrenowa  | Marin Ito     |
| Skicross    | Nathalie Bernard    | Isabel Hofherr    | Sage Stefani  |
| Big Air     | Victoire Tillier    | Marija Anijtschyn | Amélie Cancel |
| Slopestyle  | Victoire Tillier    | Lara Shaw         | Amélie Cancel |